# Tomáš Zápotočný
Tomáš Zápotočný alias Zapo (Příbram, Tsjechië, 13 september 1980) is een Tsjechische voetballer die momenteel voor Sparta Praag speelt als centrale verdediger.
Met FC Slovan Liberec werd hij Tsjechisch kampioen in het seizoen 2005-2006. Bij een 1-3 stand tegen Servië op 16 augustus 2006 debuteerde Zápotočný in het Tsjechisch voetbalelftal. Met Beşiktaş JK werd hij Turks kampioen en bekerwinnaar in het seizoen 2008-2009. In het seizoen 2009-2010 werd hij Turks kampioen met Bursaspor.